# One Tower
Imagem da perspectiva do edifício
O One Tower é um arranha-céu localizado na cidade de Balneário Camboriú, no sul do Brasil. Concluído em dezembro de 2022, é o terceiro edifício mais alto já construído no país, e o quarto mais alto arranha-céu da América do Sul, com 290 metros de altura. Em relação ao número de pavimentos, o sítio The Skyscraper Center (ligado ao órgão CTBUH) divulga que o edifício tem 77 andares (70 andares habitáveis e 7 andares técnicos), enquanto outras fontes confiáveis divulgam que o edifício possui o total de 84 andares.
Em 2022, foi considerado o edifício mais alto do país. Porém, em 2024, com a colocação de pináculos nas torres gêmeas Yachthouse Residence Club, situadas na mesma cidade, perdeu a primeira e a segunda posições.